# Museo Ingenium

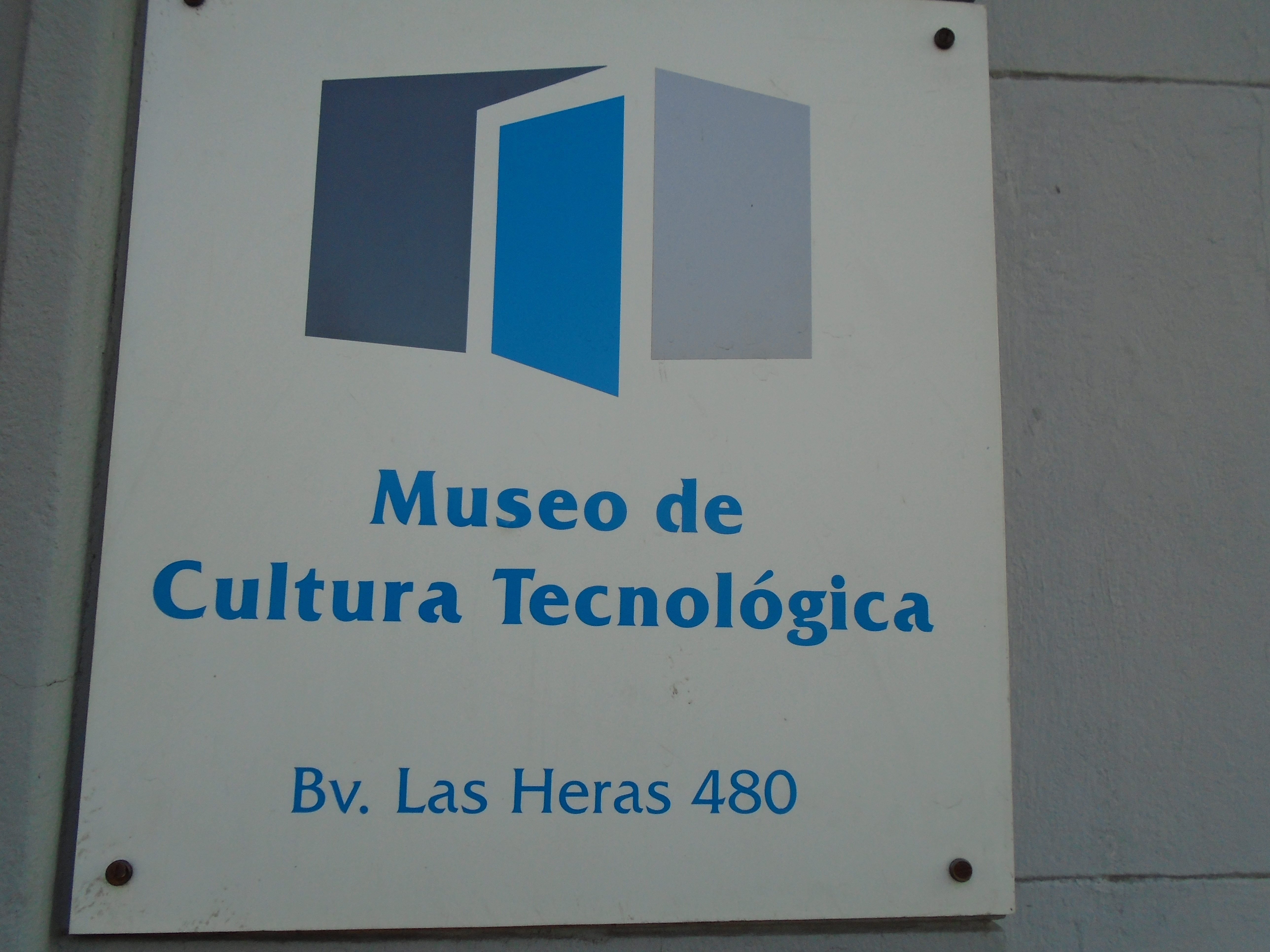
Ingreso al Museo Ingenium

El  Museo INGENIUM de Cultura Tecnológica está ubicado en la Ciudad de Córdoba, Argentina y fue creado por el ingeniero y educador Aquiles Gay con un enfoque pedagógico y socio-humanístico.  

## Historia del Museo
En el año 1999, el ingeniero Aquiles Gay tomó la decisión de crear un museo de cultura tecnológica a partir de la  concepción de que un museo debe ser  un centro activo y de permanente enseñanza para quienes lo visiten. Para realizar esta tarea, pidió expresa participación a sus familiares, amigos más cercanos y a su principal colaborador, Sebastián Dovis.
Con mucho sacrificio y esfuerzo, el museo abrió sus puertas en plena crisis económica del país, en noviembre del año 2000. Al momento de su apertura, contaba con objetos tecnológicos procedentes de diferentes momentos históricos y de diversos lugares de Argentina  y también de algunos países europeos. 
Actualmente, en los dos pisos de exhibición  se exponen alrededor de quinientos objetos tecnológicos, lo que representa un diez por ciento del total de piezas coleccionadas  por el ingeniero Gay a lo largo de su vida;   Su interés y curiosidad por la cultura tecnológica lo llevó a recolectar numerosos y variados objetos tanto de los que se usan en la vida cotidiana de cualquier ser humano como aquellos destinados a tareas productivas y laborales. 
Debido a la falta de recursos económicos, el museo no se encuentra abierto de manera permanente; esto último constituye una de las prioridades para el futuro desarrollo del mismo. Se necesita también,  lograr la completa catalogación de los objetos y su correspondiente digitalización, ya que actualmente, debido a la falta de espacio, sólo están exhibidos quinientos de los cinco mil objetos coleccionados  por su fundador.

## Enfoque didáctico-pedagógico de la exhibición de piezas
Siguiendo el enfoque teórico del ingeniero  Gay, se consideran los “objetos” como  respuestas tecnológicas  a demandas sociales. La Tecnología habrá de  resolver los problemas que se originan en las diversas demandas de las sociedades humanas a partir de crear objetos que van evolucionando en la medida en que surgen nuevos requerimientos, nuevos materiales o nuevas exigencias estéticas y comerciales. Estas demandas se originan en necesidades (biológicas, fisiológicas, psicológicas) y en deseos generados a partir de la publicidad y el fomento del consumo.
El Museo INGENIUM, es una iniciativa  puesta al servicio del público en general, pero fundamentalmente del sistema educativo en sus distintos niveles. La educación,  en un mundo como el actual, tiene un rol protagónico para la formación de ciudadanas/os críticos y reflexivos, por ello  no es posible considerar la satisfacción de necesidades y mejorar la calidad de vida de las poblaciones sin tener en cuenta a las Tecnologías y sus permanentes cambios.  En tal sentido el ingeniero Gay tenía muy claro los  objetivos de creación del Museo: fomentar el desarrollo del conocimiento y comprensión de la  cultura tecnológica; promover la reflexión crítica sobre el impacto de los elementos y procesos  tecnológicos en la vida cotidiana y contribuir a la valoración de los productos tecnológicos desde criterios técnicos, tecnológicos y estéticos. Se pretende que los espectadores/visitantes profundicen en las motivaciones del surgimiento de los objetos (el por qué y el cómo), que analicen los marcos sociales y culturales que los generaron, cómo evolucionaron, cómo pueden seguir evolucionando, las consecuencias sociales, antropológicas y medio ambientales  que provocaron sus usos, y se  considere la reconstrucción permanente de estos conocimientos en la sociedad. La propuesta de la exposición permite que todos puedan sacar provecho de lo exhibido, sin limitaciones de edad ni de nivel educativo. El Museo busca motivar el interés de cada visitante con su oferta tanto informativa como educativa. 

## Colecciones
Los objetos exhibidos que constituyen parte del acervo del Museo se presentan de manera singular  en espacios especialmente dispuestos para permitir vincularlos con la necesidad que le dio origen y con el propio proceso de transformación del objeto a lo largo de la historia, exponiéndose de este modo, la diversidad de materiales, de formas y de estéticas diferentes según los distintos y sucesivos contextos históricos con el fin de posibilitar vincularlos con la necesidad que le dio origen y con el propio proceso de transformación del objeto a lo largo de la historia. 

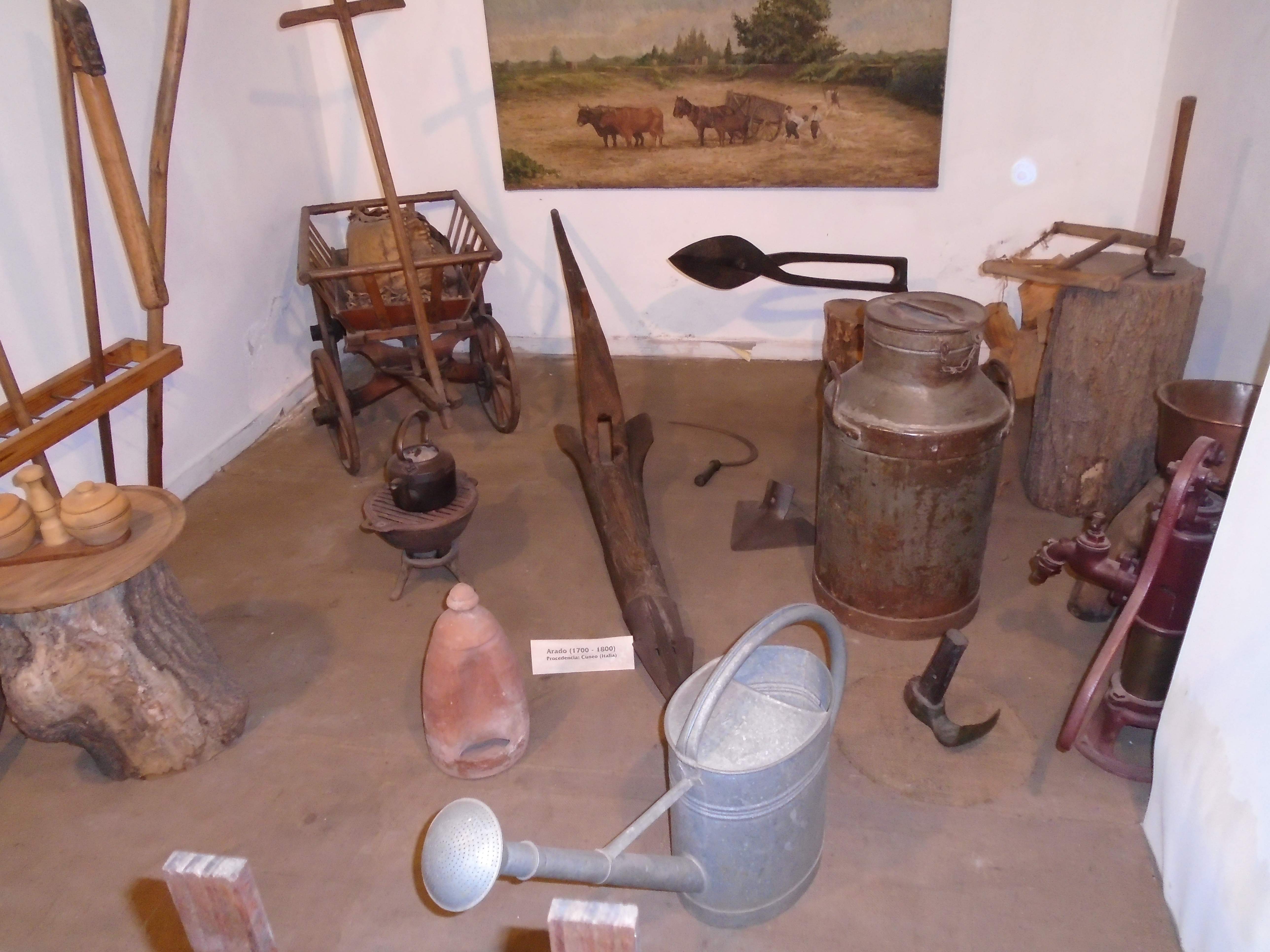
Interior del Museo Ingenium

En el Museo INGENIUM la exposición de la multitud de objetos exhibidos está prevista -como un cartel en el propio Museo lo explicita-  “como una exposición de respuestas tecnológicas a demandas de la sociedad”, a partir de banners informativos distribuidos en orden a la:  “Alimentación”, la “Vestimenta”, “la Higiene y Salud” y los procesos de elaboración, transformación, funcionalidad y desarrollo histórico de los mismos 
En el espacio destinado a Alimentación, teniendo en cuenta la elaboración, cocción y presentación de alimentos, se pueden observar  numerosos  utensilios de cocina, componentes de vajilla de diversos materiales, electrodomésticos, artefactos para elaborar masa y  pastas, coladores de variados tamaños, churreras, braceros para elementos de combustión, una infinita variedad de moldes, cuchillos  de todos los tamaños y funciones, exprimidores, máquinas  para picar la carne y moler granos, ralladores, batidoras, sifones de metal y vidrio,  tostadoras de café, máquinas de hacer helados, las primeras heladeras a hielo,   balanzas de uso doméstico, faroles de diversos tamaños  y muchos otros elementos.

En el espacio destinado a Vestimenta, teniendo en cuenta la confección, uso y conservación de la ropa, se exhibe una gran variedad de máquinas de coser, de plisar telas, diferentes tipos de planchas, tablas de planchar con suplemento para planchar las mangas,  tijeras para distintas funciones, maniquíes para la confección de prendas y otros objetos de trabajo artesanal. 

En la sección dedicada a Higiene y Salud, haciendo hincapié en  la higiene de la casa y la salud personal,  se puede observar, por ejemplo,  un cartel en el cual se presenta un problema: “quitar el polvo sin esparcirlo en el aire”; la función: “aspirar, absorber aire u otra sustancia gaseosa o líquida”, y finalmente la respuesta: “la aspiradora”  con su descripción y con la mención de sus elementos constitutivos.  Se hallan además: jarras y jofainas, escupideras, tablas de lavar, calentadores de cama, tenacillas rizadoras para bigotes, secadores de cabello, tazas de noche (la mayoría de la población no disponía de baños dentro de la casa).

Se exhiben también herramientas de diversos oficios: máquinas de escribir, calculadoras, registradoras, teléfonos y otros artefactos de comunicación como telégrafos,  radios, vitrolas, tocadiscos, proyectores de diapositivas y de cine, herramientas e instrumental de relojería, talabartería, mecánica, zapatería, imprentas, jardinería, labranza, fotografía, vitivinicultura, instrumental médico, elementos de corte por cizallado, toneles y horquillas. 
Asimismo se exhiben objetos decorativos (gato de cerámica en un diseño sumamente original) y otros provenientes de diferentes culturas (objetos de vidrio de diseño escandinavo), botellones de vidrio soplado y otras figuras decorativas de diverso origen. 

También el Museo cuenta con un Centro de Documentación en el cual se hallan colecciones de libros especializados de Técnica, Tecnología y Ciencias, Historia, Diseño y materias afines. Esta colección asciende casi a 1000 ejemplares, y cuenta con libros y enciclopedias completas de los siglos XVIII, XIX y XX.